# Stechelberg
Stechelberg ist ein kleines Dorf im Berner Oberland und ein Ortsteil der Gemeinde Lauterbrunnen.

## Geschichte
1749 taucht erstmals die Bezeichnung Stächelbärg für den hinteren Talabschluss auf.
Bei Trachsellauenen trifft man auf die Ruine einer Erzverhüttungsanlage, hier wurde Eisenerz abgebaut und verhüttet. Die damals abgeholzten Wälder sind wieder aufgeforstet worden, so dass sich dieses Naturschutzgebiet in bestem Zustand präsentiert. Aufgrund der Lawinen im Jahre 2003 wurden einzelne Bereiche des Naturschutzgebietes in Mitleidenschaft gerissen, welche zurzeit wieder aufgeforstet werden.
1868 wurde das Schulhaus erbaut. Die Postautolinie nach Lauterbrunnen wurde 1950 eröffnet. Mit dem Bau der Schilthornbahn 1965 wurde Stechelberg an den Fremdenverkehr angeschlossen.
Am 6. Februar 2003 stürzten zwei Staublawinen ins Dorf. Aufgrund der Beschaffenheit der Lawinen kam es jedoch nicht zu grösseren Schäden, wenn man von umgeknickten Fahnenmasten, entwurzelten Bäumen und zerborstenen Fensterscheiben absieht. Aufgrund des sehr starken Schneefalls und der anhaltenden Lawinengefahr durften die Bewohner die Häuser nicht verlassen, und die Schule blieb vorerst geschlossen. Eine im Naturfreundehaus Stechelberg gastierende Jugendgruppe  wurde in der Nacht vom 6. zum 7. Februar mit Hilfe von Postautos in den naheliegenden Camping Jungfrau evakuiert. Auch Hochwasser und Föhnstürme setzen den Bewohnern oft zu.

## Lage und Verkehrsanbindung
Stechelberg liegt am Ende der Fahrstrasse durch das Lauterbrunnental und ist somit das letzte Dorf der Gemeinde Lauterbrunnen. Es bestehen Verkehrsverbindungen mit der Luftseilbahn nach Gimmelwald, Mürren und auf das Schilthorn, zu Fuss nach Trachsellauenen und über die Wetterlücke ins Wallis.

## Einwohner
Stechelberg hat 255 Einwohner (2009).
| Jahr      | 1827 | 1900 | 1910 | 1930 | 1941 | 1960 | 1970 | 1980 | 2005 | 2014 | 2018 |
| Einwohner | 107  | 374  | 414  | 386  | 382  | 324  | 334  | 278  | 272  | 250  | 201  |

## Tourismus
Der hintere Talabschluss des Lauterbrunnentals ist ein grosses Naturschutzgebiet. Ebenfalls gehört es zum UNESCO-Weltnaturerbe Schweizer Alpen Jungfrau-Aletsch. Stechelberg ist Ausgangspunkt vieler Hochgebirgstouren.

## Bilder

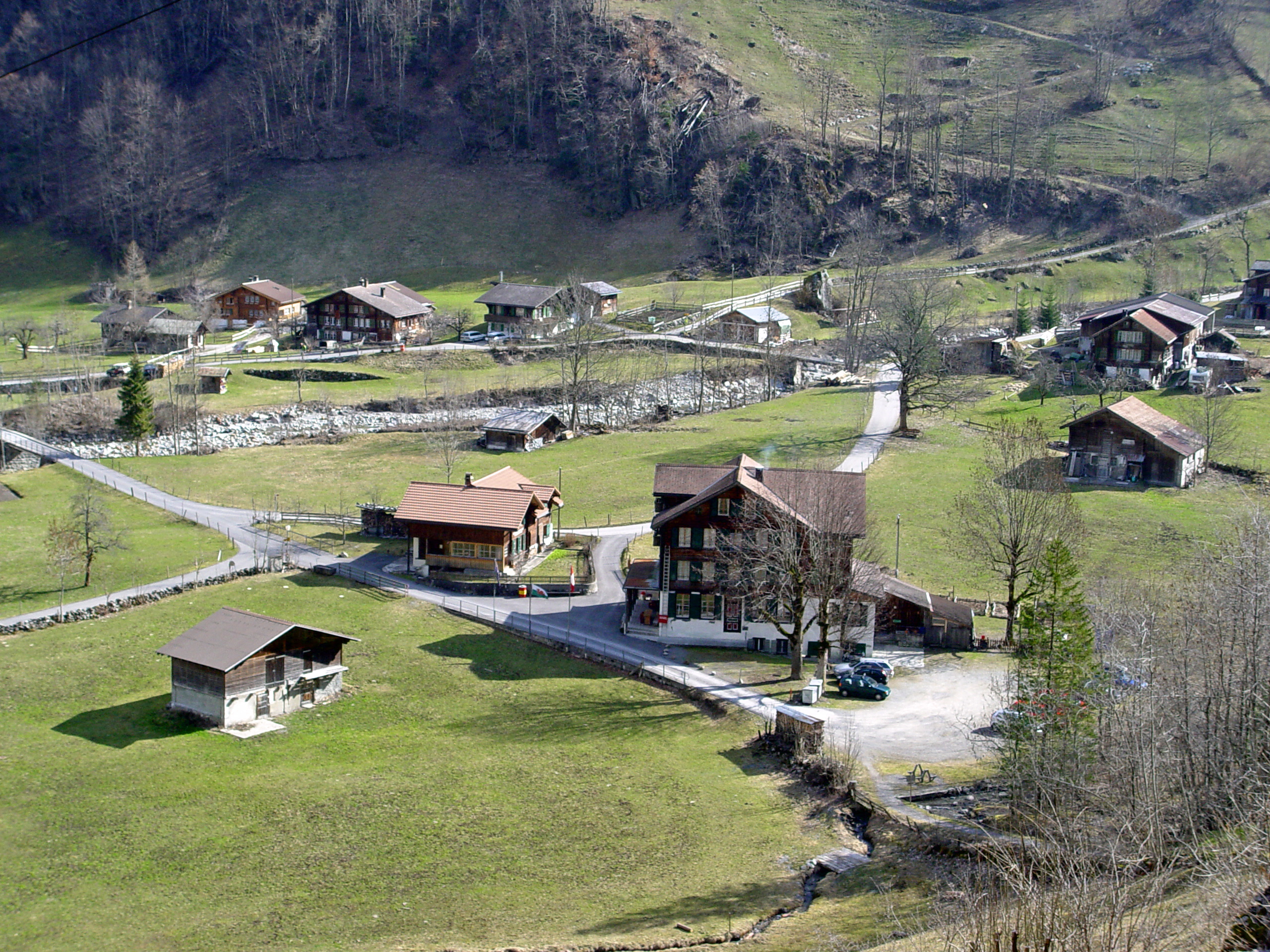
Blick auf südlichen Teil von Stechelberg vom Fusspfad nach Gimmelwald
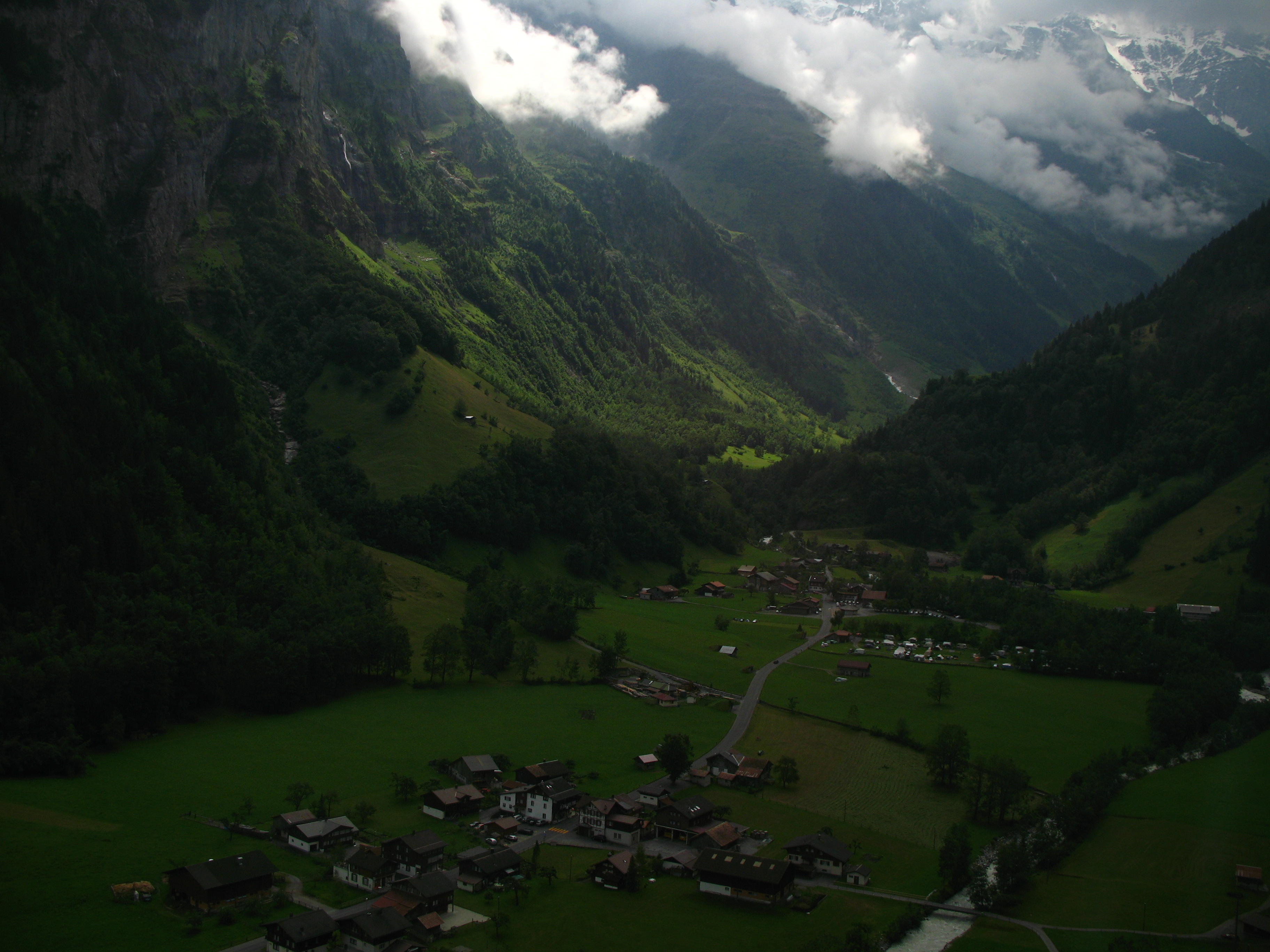
Stechelberg, Blick aus der Schilthornbahn